# Bušetina
Bušetina är en ort i Kroatien.   Den ligger i länet Virovitica-Podravinas län, i den nordöstra delen av landet, 110 km öster om huvudstaden Zagreb. Bušetina ligger 112 meter över havet och antalet invånare är 895.
Terrängen runt Bušetina är platt. Runt Bušetina är det ganska tätbefolkat, med 65 invånare per kvadratkilometer. Närmaste större samhälle är Virovitica, 7,5 km söder om Bušetina. Trakten runt Bušetina består till största delen av jordbruksmark.